# Himnario

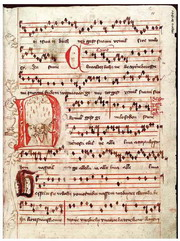
Jistebnický kancionál, himnario checo manuscrito de alrededor de 1430.

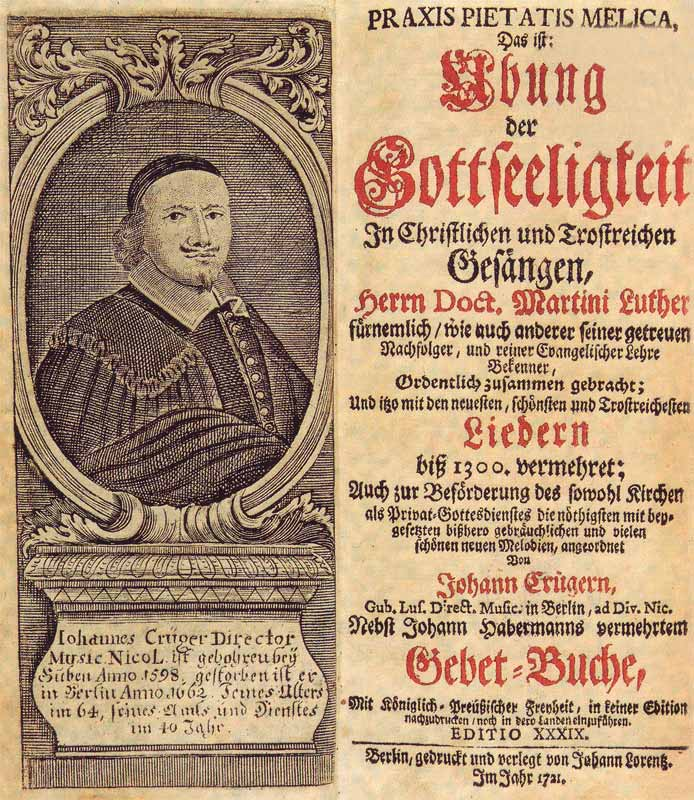
Praxis pietatis melica de Johann Crüger, himnario luterano del.

Un himnario es una colección de himnos, es decir, canciones religiosas, generalmente recogidos en forma de libro. 
Los himnarios más antiguos conocidos son manuscritos de la Edad Media en el contexto de la cristiandad europea.
Aunque la Biblia describe uno más antiguo que es el que usó el pueblo hebreo desde la época de Moisés.
La reforma protestante del siglo XVI junto con las posibilidades de la reciente imprenta hicieron que se extendieran rápidamente como una característica estándar en el culto cristiano, principalmente en la Europa central y occidental.